# 火星人の方法
『火星人の方法』（かせいじんのほうほう、The Martian Way and Other Stories）は、アイザック・アシモフのSF小説短編集、またその表題作（The Martian Way）。短編集は1952年に刊行された。

## 収録作品
火星人の方法　(The Martian Way)
火星植民地では、多大な努力のすえにほとんどの資源を自給できるようになっていた。しかし水と食料は、地球から輸入しなければならなかった。火星と地球の関係が悪化し、地球からの水供給が減らされることになった。地球にある水の総量を考えれば、火星に輸出する水の量など微々たるものなのに。火星では水さえあれば、食料生産の目途はつく。火星の人々は、意外な方法で水を確保するのであった。
若い種族　(Youth)
地球の宇宙船が着陸に失敗し、一隻の救命艇だけが脱出に成功した。二人の生存者は、その惑星の原住生物に捕らわれてしまった。その生物たちは、ある程度の知性を持ち、天文学者や実業家という職業もあった。そして身長は、地球人の10倍もある巨人である。地球人を捕まえたのは、この惑星ではまだ若者とみなされる二人だった。
精神接触　(The Deep)
周囲500光年には他の恒星がない孤独な恒星と、それを回るただ一つの惑星があった。惑星には生命が発生し知性も持った。長い年月のうちに、恒星は輝きを失い生物たちは惑星の地下エネルギーを求めて、深くさらに深く潜っていった。やがて10光年先を若い恒星が通過することと、それを回る惑星には知的生命も存在することが分かった。その惑星に物質移動装置を転送し、地下の生物たちが移住することが計画された。目標になった惑星とはわれわれの「地球」であった。
まぬけの餌　(Sucker Bait)
宇宙船「トリプルG」は惑星「トローアス（通称ジュニア）」に向かっていた。ここに植民した人々が、謎の病気によって全滅したので、その原因を調査するためである。着陸した専門家たちはそれぞれの分野で調べたが、人間を死なせる生物も毒物も発見できなかった。気候も人間にとって耐えられないものではなく、全滅した原因はつかめなかった。記憶機関から派遣された一人の若者が、専門家たちが作業しているところに現れては、いろいろなデータについて聞き回っていた。彼は、ばらばらだった調査データを統合していて、原因と考えられるものを見つけたと思った。

## 書誌情報
- 『火星人の方法』、浅倉久志・小尾芙佐訳、ハヤカワ・SF・シリーズ3317、1974年9月
- 『火星人の方法』、浅倉久志・小尾芙佐訳、ハヤカワ文庫SF492、1982年10月